# Crithagra canicapilla
El serín de pecho estriado (Crithagra canicapilla) es una especie de ave paseriforme de la familia Fringillidae propia de África occidental.

## Taxonomía
Anteriormente se consideraba conespecífico del serín gris (Crithagra gularis), pero actualmente se consideran especies separadas. Ambos, como otras muchas especies, se clasificaban en el género Serinus, hasta que los estudios genéticos determinaron que era polifilético, por lo que se escindió trasladando la mayoría de las especies al género Crithagra.
Se reconocen tres subespecies de serín de pecho estriado:
- C. c. canicapilla (Du Bus de Gisignies, 1855)
- C. c. elgonensis (Ogilvie-Grant, 1912)
- C. c. montanorum (Bannerman, 1923)

## Distribución
Se encuentra en África occidental, distribuido por Guinea, Sierra Leona, el sur de Mali, el norte de Costa de Marfil, hasta el sur de Níger y el norte de Camerún.